# Michelle Jezierski
Michelle Jezierski (* 1981 in Berlin) ist eine amerikanische Künstlerin und Tochter des Berliner Philharmonikers Stefan de Leval Jezierski.

## Leben und Werk
Geboren 1981 in Berlin studierte Michelle Jezierski von 2002 bis 2005 an der Universität der Künste Berlin bei Tony Cragg und machte nach einem Semester an der Cooper Union New York 2008 ihren Abschluss bei Valérie Favre.
Die Künstlerin widmet sich in ihren Bildern den „Fragen des Raumes – dem frakturierten, dem simultanen und nicht-simultanen Raum und der Landschaft in der Landschaft.“ Unterschiedliche räumliche Dimensionen werden auf der Leinwand miteinander verwoben und schaffen so lichtdurchflutete, surreale Landschaftskompositionen, die den Betrachter mitnehmen in eine metaphysische, übernatürlich scheinende Welt, in der Innen und Außen, Figuration und Abstraktion, Oberfläche und Tiefe simultan existieren.

## Ausstellungen (Auswahl)
- 2024: Verge, Schwartzsche Villa, Berlin
- 2020: Slices, Galerie Jahn, Landshut
- 2019: Tilt, Kunst & Denker Contemporary, Düsseldorf
- 2015: Tracing the Transitory, Galerie Falkenberg, Hannover
- 2014: Scheinkraft, Galerie Hanfweihnacht, Frankfurt am Main
- 2014: Midnight Window, Feinberg Projects, Tel Aviv, Israel
- 2013: The Hiding Places Are (utterly) Empty, Gallery Molly Krom, New York
- 2013: Werefkin Preis Ausstellung, Galerie Pankow, Berlin
- 2013: Berlin Status 2, Künstlerhaus Bethanien, Berlin
- 2012: Interferences, Galerie Lorenz, Frankfurt
- 2012: I am a Berliner, Helena Rubenstein Pavilion, Tel Aviv Museum of Art
- 2011: I am a Berliner, 1st Biennale of Painting, HDLU, Zagreb
- 2011: Zwischen Film und Kunst. Storyboards von Hitchcock bis Spielberg, Kunsthalle Emden und Deutsche Kinemathek, Berlin
- 2011: Hotspot Berlin, Georg Kolbe Museum, Berlin
- 2010: Extrakt I, Vittorio Manalese, Berlin
- 2010: Ein Fest Für Boris, Vittorio Manalese, Berlin
- 2010: Marking The Mirrors, Gallery Lorenz, Frankfurt
- 2009: Between Night and Day, Schleswig-Holstein-Haus, Schwerin
- 2009: Pudding in der Kurve, Barbara Thumm Gallery, Berlin
- 2008: Augenweiden. Positionen zeitgenössischer Kunst, Vattenfall Europe, Berlin